# La eterna crisis chilena
La eterna crisis chilena es un conocido e influyente libro de economía y filosofía política del sociólogo Carlos Keller publicado en 1931, perteneciente al grupo denominado Generación del centenario y que marca el cierre de este movimiento literario. Recibió el Premio Atenea al ámbito científico (1932), otorgado por la Universidad de Concepción.

## Contenido
En esta obra, Keller hace una defensa del autoritarismo y del estado intervencionista, además de una ácida crítica al sistema democrático y el capitalismo libremercadista. También se declara enemigo de la clase media, sumergida en los valores burgueses y en un estilo de vida que considera "mediocre y rutinario"; por el contrario, parece ver en la fronda aristocrática terrateniente cierta honestidad y fortaleza, al mismo tiempo que reputa a los obreros como una base sólida y necesaria a la sociedad.
Siendo el Dr. Keller el miembro mejor preparado y principal ideólogo del Movimiento Nacional-Socialista, La eterna crisis chilena es uno de los textos que conforman la estructura principal de la doctrina nacista, es esta una de las razones que explican la poca influencia del racismo biológico del NSDAP en su símil chileno. El sociólogo prefiere alejarse del racismo declarando que:

En cuanto a la “homogeneidad de la raza”, el pueblo chileno representa una mezcla de diferentes razas indígenas con numerosas europeas y de estas últimas entre sí. No existe en Chile un grupo sanguíneo que predomine absolutamente. Además, la constitución racial de los pueblos es una cuestión de escaso interés, en comparación con otros problemas más importantes. Lo que les da su uniformidad a los pueblos modernos es la cultura que domina en ellos, entendiendo por cultura no algo fijo y estable, sino algo que se encuentra en constante movimiento y transformación.
Carlos Keller, La eterna crisis chilena, 1931 (Santiago: Editorial Nascimento), pp. 311-2.

Al momento de fundar el MNS, Francisco Javier Díaz (que posteriormente sería colaborador habitual de Miguel Serrano en la revista nacionalista blanca Nueva Edad) propuso imitar por completo el ideario del nazismo alemán, pero fue Keller quien desechó la idea. Más tarde, el partido soslayaría por completo la cuestión racial.